# Stazione di Notre-Dame-de-Briançon
La stazione di Notre-Dame-de-Briançon (in francese Gare de Notre-Dame-de-Briançon) è la principale stazione ferroviaria del quartiere di Notre-Dame-de-Briançon di La Léchère, Francia.